# سن بندیتو وال دی سامبرو
سن بندیتو وال دی سامبرو (به ایتالیایی: San Benedetto Val di Sambro) یک کومونه در ایتالیا است که در استان بولونیا واقع شده‌است.

## خصوصیات
سن بندیتو وال دی سامبرو ۶۶٫۷۴ کیلومترمربع مساحت و ۴٬۵۳۵ نفر جمعیت دارد و ۶۰۲ متر بالاتر از سطح دریا واقع شده‌است.